# Iowa
Iowa (anglická výslovnost  [ˈaɪ.əwə]IPA, oficiálně State of Iowa) je stát nacházející se v centrální části Spojených států amerických, v oblasti západních severních států ve středozápadním regionu USA. Iowa hraničí na severu s Minnesotou, na severovýchodě s Wisconsinem, na východě s Illinois, na jihu s Missouri, na západě s Nebraskou a na severozápadě s Jižní Dakotou.
Se svou rozlohou 145 746 km² je Iowa 26. největším státem USA, v počtu obyvatel (3,1 milionů) je 30. nejlidnatějším státem a s hodnotou hustoty zalidnění 22 obyvatel na km² je na 36. místě. Hlavním a největším městem je Des Moines s 210 tisíci obyvateli. Dalšími největšími městy jsou Cedar Rapids (130 tisíc obyv.), Davenport (110 tisíc obyv.), Sioux City (80 tisíc obyv.), Iowa City (70 tisíc obyv.) a Waterloo (70 tisíc obyv.). Nejvyšším bodem státu je vrchol Hawkeye Point s nadmořskou výškou 509 m na severozápadě státu. Největšími toky jsou řeky Mississippi, která tvoří hranici s Wisconsinem a Illinois, a Missouri, která vytváří hranici s Nebraskou.
Stát je pojmenován po indiánském kmeni Ajovů (Iowa).

## Historie
Do oblasti Iowy dorazili první evropští průzkumníci v roce 1673. Region, který získal své jméno podle místního indiánského kmene Ajovů, se následně stal součástí Louisiany v rámci Nové Francie. Díky výsledku sedmileté války získali toto území v roce 1762 Španělé (místokrálovství Nové Španělsko), zpět do francouzského držení se dostalo roku 1800. O tři roky později celou francouzskou Louisianu koupily Spojené státy. V roce 1805 se území Iowy stalo součástí nově zřízeného michiganského teritoria, od roku 1836 bylo součástí wisconsinského teritoria. Vlastní iowské teritorium bylo zřízeno roku 1838 a z jeho jihovýchodní části se 28. prosince 1846 stala Iowa, 29. stát USA.
Souhrn:

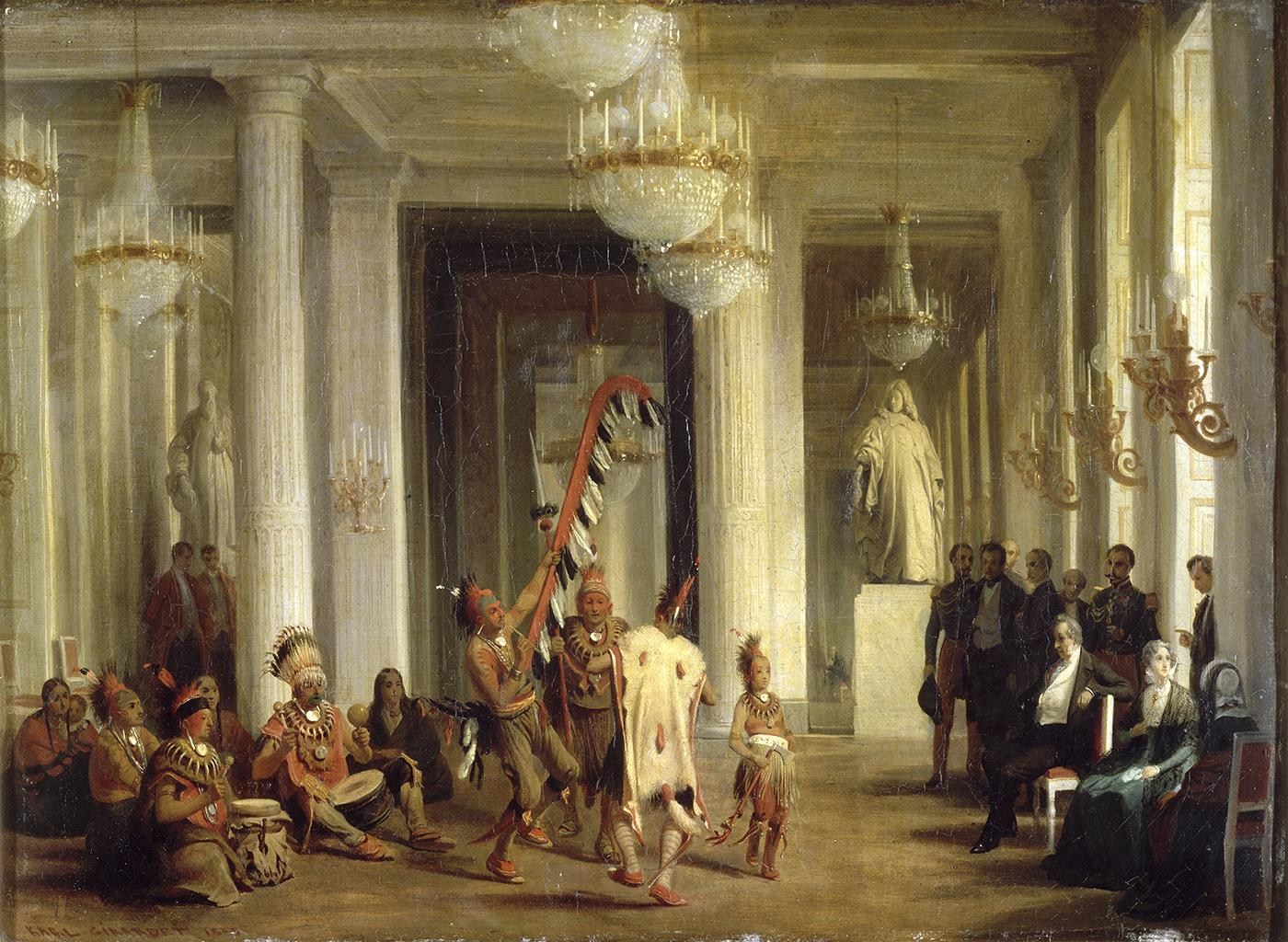
Indiáni z Iowy tančí na audienci u francouzského krále roku 1845

- Prvními Evropany v Iowě byli francouzští objevitelé Louis Joliet a Jacques Marquette. Popsali Iowu jako svěží, zelenou a úrodnou zemi.
- Původně žilo na území Iowy několik indiánských kmenů, z nichž zde dodnes zůstali pouze Iowové, Liščí indiáni (Meskwaki) a Sókové (Sauk). Na západě Iowy žili Siouxové, právě západní část Iowy hraničí s oblastí tzv. velkých plání, prérijní Indiáni i jiných kmenů obývali Iowu. Jednalo se převážně o lovce a sběrače, ve východní části Iowy o primitivně zemědělské kultury.
- První američtí osadníci přišli oficiálně do Iowy v červnu 1833. Jednalo se o rodiny z Illinois, Indiany a Missouri.
- Dne 28. prosince 1846 se Iowa stala 29. státem Unie.
- Chicagská a Severozápadní železnice propojila v roce 1867 Council Bluffs, které se tak staly východní konečnou stanicí pro Union Pacific Railroad.
- V průběhu Americké občanské války bojovalo 75 000 Iowanů, z nichž 13 001 zemřelo, většinou kvůli nemocem. Ze všech států Unie měla během občanské války největší podíl vojáků na obyvatelstvu právě Iowa (60 % mužů).
- Iowa zažívala v průběhu 2. světové války značný rozvoj zemědělství, zejména chov dobytka a prasat a pěstování kukuřice. Po válce se ovšem ekonomická situace farmářů značně zhoršila. Díky pochopení zemědělských plodin jako obnovitelného zdroje zejména pro chemický průmysl, pokročilé mechanizaci a intenzifikaci je dnes zemědělství na značném vzestupu, Iowa patří k předním státům v USA ohledně zemědělské produkce.
- Zemědělská krize 80. let 20. století se odrazila na snížení porodnosti nejen v Iowě, ale i na celém Středozápadě USA.
- Nejdůležitějším hospodářským odvětvím v Iowě je pochopitelně zemědělství a navazující zpracovatelský průmysl, dále je důležitá výroba ledniček, praček, plnicích per a zemědělského nářadí. V Iowě jsou dnes lokalizováni prakticky všichni významní světoví výrobci zemědělské techniky.
- Iowa je také největším producentem etanolu a bionafty.

## Geografie

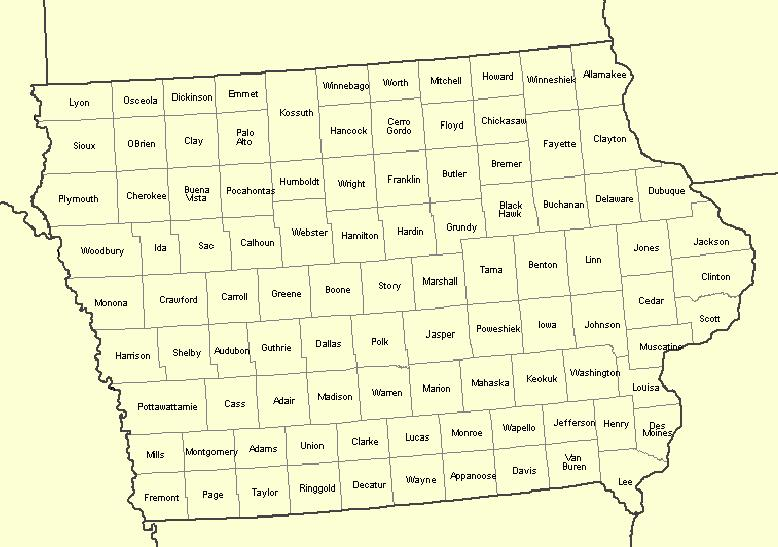
Politické rozdělení Iowy

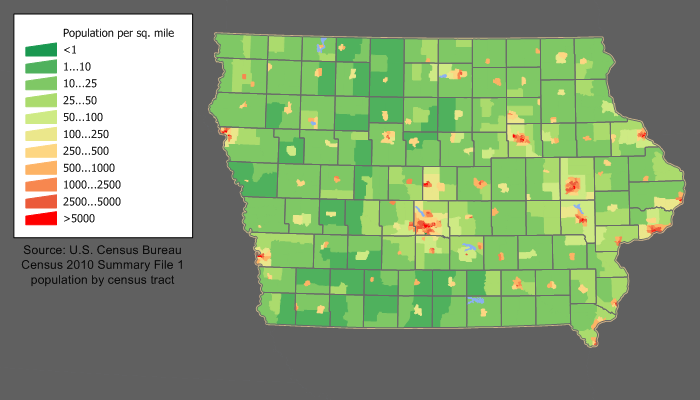
Mapa hustoty obyvatelstva v Iowě

Iowa hraničí na severu s Minnesotou, na západě s Nebraskou a Jižní Dakotou, na jihu s Missouri a na východě s Wisconsinem a Illinois.
Východní hranicí státu prochází řeka Mississippi. Hranici na západě od Sioux City tvoří řeka Missouri. Na sever od Sioux City je to řeka Big Sioux River. Největšími jezery jsou Spirit Lake, West Okoboji Lake a East Okoboji Lake nacházející se na severozápadu země. Umělými nádržemi jsou Lake Odessa, Saylorville Lake, Lake Red Rock a Rathbun Lake.
Krajina je výrazně rovinatá (prérie) s nerozsáhlými lužními lesy v bezprostředním okolí potoků a řek. Menší kopce se nacházejí při západní hranici státu. Na severovýchodě, při řece Mississippi, se nachází vrchovina nazývaná Driftless Zone, pokrytá jehličnany, nezvyklými pro Iowu.
Nejnižším bodem je soutok řek Mississippi a Des Moines na jihovýchodě Iowy (146 m n. m.). Nejvyšším bodem je pak Hawkeye Point (509 m n. m.) nacházející se severně od Sibley na jihozápadě země. Průměrná nadmořská výška země je 340 m n. m. Rozloha země je 145 746 km².
Iowa je rozdělena na 99 územně-správních celků-okresů, zvaných „county (ies)“. Hlavním městem Iowy je Des Moines, které se nachází v Polk County.
Přírodními rezervacemi, které jsou v jurisdikci „National Park Service“, jsou:
- Effigy Mounds National Monument nedaleko Harpers Ferry
- Herbert Hoover National Historical Site ve West Branch
- Lewis & Clark National Historic Trail
- Mormon Pioneer National Historic Trail

Důraz se klade na zemědělství. Na velmi úrodných půdách se pěstuje hlavně kukuřice a sója, případně se chová dobytek. V Iowě působí baseballový tým Iowa Cubs, nejznámějšími kluby amerického fotbalu jsou univerzitní kluby Iowa Hawkeys a Iowa State Cyclones.

### Podnebí

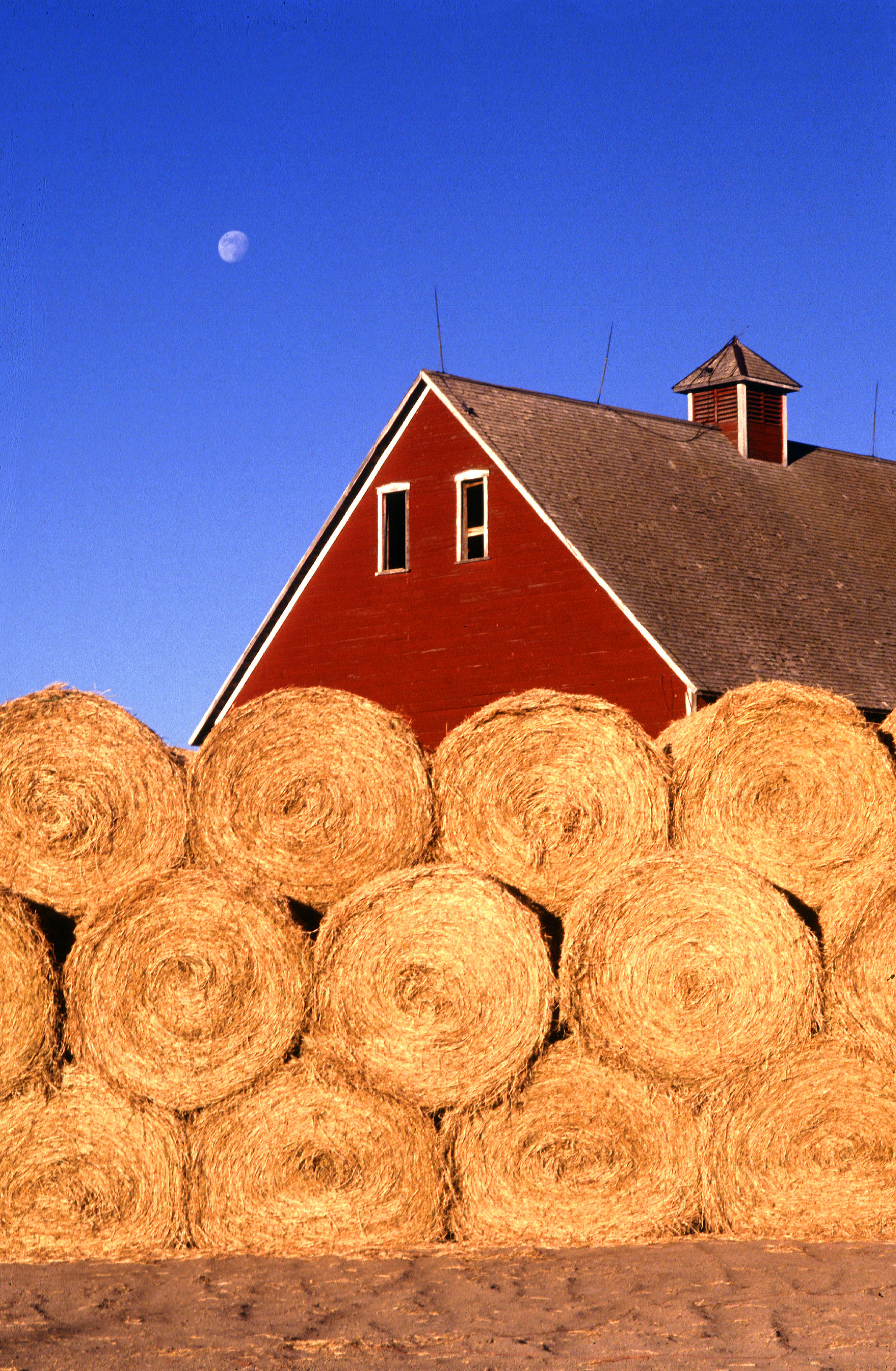
Balíky sena na farmě nedaleko Ames

V Iowě se setkáváme s kontinentálním podnebím s výraznými teplotními extrémy. Průměrná roční teplota (Des Moines) je 10 °C. V zimě zde sněží, ale nejedná se o extrémní nadílku sněhu. S jarem přichází i vyšší teploty. Iowské léto je známo díky svým subtropickým teplotám dosahujícím přes 40 °C (průměr 37,8 °C) a značným srážkám, projevujícím se prudkými bouřemi. Iowa leží v oblasti tornád.

## Demografie
Podle sčítání lidu z roku 2010 v Iowě žilo 3 046 355 obyvatel. V roce 2005 dosahovala populace Iowy výše 2 966 334 osob, což představuje nárůst o 13 430 osob, nebo 0,5 % za předcházející rok a nárůst o 39 952 osob, nebo 1,4 % od roku 2000. Tato čísla zahrnují jednak přirozený populační přírůstek 53 706 osob /197 163 narození minus 143 457 úmrtí/, jednak úbytek, způsobený migrací obyvatelstva za hranice státu, který představovalo 11 754 osob. Přistěhovalci ze zemí vně USA přestavovali čistý přírůstek 29 386 osob.
Podle úřadu pro sčítání obyvatelstva, populace Iowy zahrnovala přibližně 97 000 osob cizího původu, což představuje 3,3 % všech obyvatel.

### Rasové složení
- 91,3 % Bílí Američané
- 2,9 % Afroameričané
- 0,4 % Američtí indiáni
- 1,7 % Asijští Američané
- 0,1 % Pacifičtí ostrované
- 1,8 % Jiná rasa
- 1,8 % Dvě nebo více ras

Obyvatelé hispánského nebo latinskoamerického původu, bez ohledu na rasu, tvořili 5,0 % populace.
Pět nejvýznamnějších rodových linií v Iowě: Německá (35,7 %), Irská (13,5 %), Anglická (9,5 %), Americká (6,6 %), Norská (5,7 %).
Předci většiny Iowanů pocházejí ze severní Evropy. Žije zde mnoho obyvatel německého původu, (jeden z tří Iowanů se při sčítání obyvatelstva v roce 2000 hlásil k německému původu), stejně jako obyvatel s předky z Anglie, Skandinávie či například Nizozemí.
6,4 % populace je mladší 5 let, 25,1 % je mladší 18 let a 14,9 % je 65 let nebo více. Ženy tvoří přibližně 50,9 % populace.

### Úbytek obyvatelstva na venkově
Iowa, stejně jako většina ostatních států v Great Plains, (obzvláště pak Kansas, Nebraska, Oklahoma, Severní a Jižní Dakota), palčivě pociťuje úbytek své populace. 89 % všech měst v těchto státech má méně než 3 000 obyvatel a řádově stovky městeček jich mají méně než 1000. V průběhu let 1996 a 2004 tyto státy opustilo více než půl milionu lidí, z nichž téměř polovina byli vysokoškoláci. „Útěk z venkova“, jak se tento trend všeobecně nazývá, si vynutil na straně těchto států nejrůznější pobídky, jako například nabídka půdy zdarma, daňové úlevy, jež by měly pomoci přilákat nové přistěhovalce a investory a pomoci tak zvrátit trend úbytku obyvatelstva.

### Víra
Většina Iowanů jsou nekatolíci, zejména protestanti. Z nich jsou pak nejvíce zastoupeni luteráni a metodisté. 
Náboženská příslušnost:
- Křesťané – 73 %
  - protestanti – 50 %
    - luteráni – 16 %
    - metodisté – 13 %
    - baptisté – 5 %
    - presbyteriáni – 3 %
    - letniční – 2 %
    - Kongregační církve – 2 %
    - další protestanti; 11 %

  - katolíci – 23 %
  - ostatní křesťané – 1 %
- jiná náboženství – 6 %
- bez vyznání – 13 %
- odmítli odpovědět – 5 %

## Ekonomika

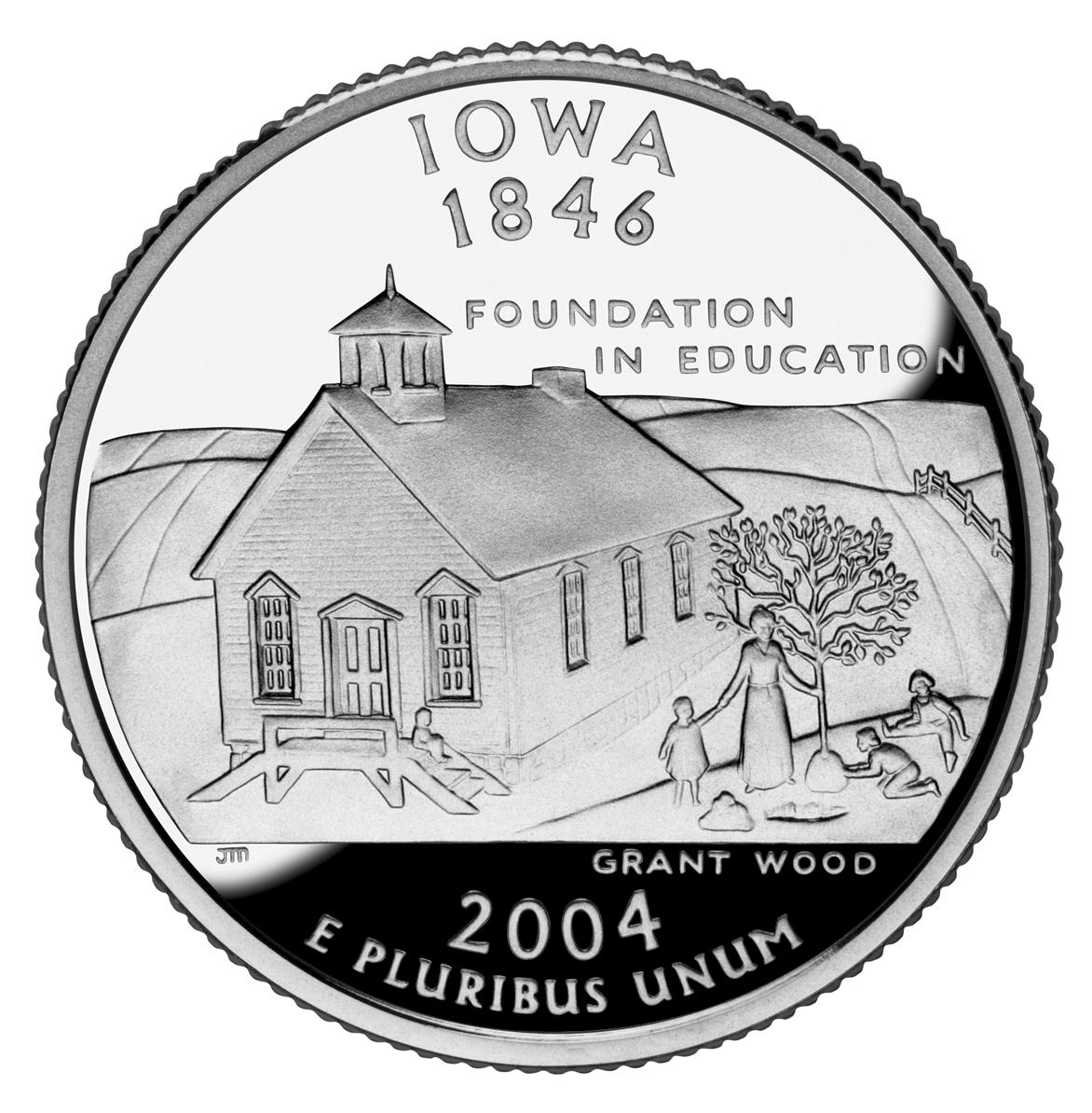
Čtvrtdolar státu Iowa (pamětní mince), autor Grant Wood

Hrubý národní produkt Iowy za rok 2003 dosáhl výše 103 miliard dolarů. Příjem na hlavu ve stejném roce činil 28 340 dolarů. Mezi nejvýznamnější zemědělské produkty patří chov vepřů, skotu a navazující mlékárenský průmysl a pěstování kukuřice, sóji a ovsa. Významná průmyslová produkce zahrnuje výrobu potravin, strojů (zejména zemědělské techniky), elektrických zařízení, chemických produktů a zpracování kovů. Iowa je v USA největším producentem etanolu. Des Moines je druhým nejvýznamnějším centrem pojišťovnictví v USA.
V Iowě je, na rozdíl od některých jiných států USA, vybírána varianta evropské daně z obratu soukromých osob, spolků a společností (Sales and Use Tax). V nynější době je v platnosti celkem devět daňových pásem, od 0,36 % do 8,98 %. Jednotná sazba daně z prodeje je 5 %. Jednotlivé okresy mají také možnost využít dalších dvou druhů daně z obratu, jež mohou být vybírány současně s celostátně platnou 5procentní daní z prodeje. Tyto „option tax“ mohou vejít v platnost pouze poté, co byly ve volbách kladně odhlasovány většinou voličů. Jejich nejčastější formou je daň z hrubého příjmu plynoucího z prodeje hmotného osobního vlastnictví. Tento typ zdanění bývá většinou platný do odvolání, někdy bývá ale součástí ustanovení o platnosti zákona i datum jeho vypršení. Například daň typu „school infrastructure“ se běžně vybírá po dobu deseti let, pokud není ve volbách rozhodnuto jinak.
Vlastnická daň je vybírána ze zdanitelné hodnoty hmotných statků a zahrnuje například půdu, budovy, jiné stavby, úpravy a zhodnocení, jež byly umístěny na nebo pod zemí, nebo jsou spojeny se zemí nebo stojí na základech umístěných v zemi. Mezi typická „zhodnocení“ patří domy, obytné přívěsy, ploty či dláždění. Tato jsou roztříděna do pěti kategorií: rezidenční, zemědělská, komerční, průmyslová a veřejná/železniční (daň za toto zhodnocení je vyměřena na úrovni státu). Vlastníci obytných domů se podílejí na méně než polovině všech vlastnických daní vybraných v Iowě. Zemědělci platí 21 procent, obchodníci, spolu s vlastníky průmyslových objektů, dohromady 23 procent. Veřejně prospěšné společnosti, včetně provozovatelů železnice platí 10 procent. Iowa má více než 2 000 berních úřadů. Většina majetku je zdaňována více než jedním berním úřadem. Skutečná výše daně je dána součtem jejích složek (okresní, městská, speciální daň), které se mohou okres od okresu lišit.

## Doprava

### Mezistátní dálnice
Mezistátní dálnice procházející Iowou, názvy jsou uvedeny v angličtině:
- Interstate 29, Interstate 35, Interstate 74, Interstate 80, Interstate 129, Interstate 235, Interstate 280, Interstate 380, Interstate 480, Interstate 680

### Celostátní dálnice
Názvy celostátních dálnic procházejících Iowou, jsou uvedeny v angličtině:
- U.S. Highway 6, U.S. Highway 18, U.S. Highway 20, U.S. Highway 30, U.S. Highway 34, U.S. Highway 52, U.S. Highway 59, U.S. Highway 61, U.S. Highway 63, U.S. Highway 65, U.S. Highway 67, U.S. Highway 69, U.S. Highway 71, U.S. Highway 75, U.S. Highway 77, U.S. Highway 136, U.S. Highway 151, U.S. Highway 169, U.S. Highway 218, U.S. Highway 275

## Právo a vláda
Současnou guvernérkou Kim Reynoldsová (republikánka), která v roce 2017 vystřídala republikána Terryho Branstada. Dále jsou zde 2 senátoři:
- Chuck Grassley (R), nejdéle sloužící a žijící americký senátor
- Joni Ernstová (R)

a 4 kongresmani:
- Abby Finkenauerová (D)
- David Loebsack (D)
- Cindy Axne (D)
- Steve King (R)

### Seznam senátorů pocházejících z Iowy

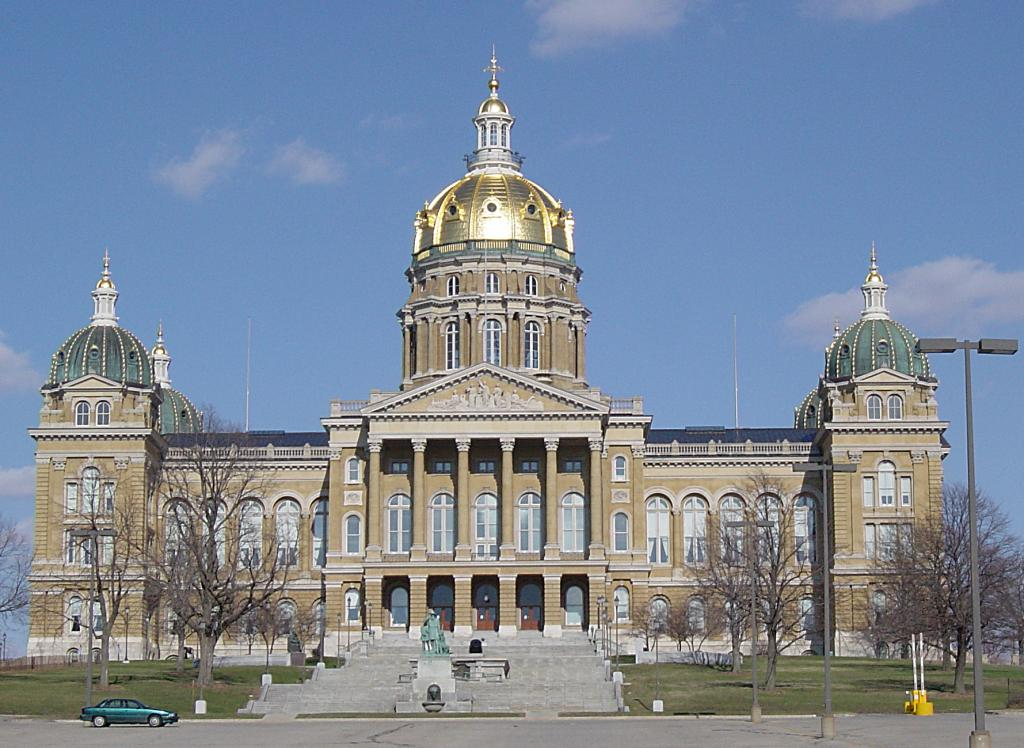
Kapitol s 23karátovou pozlacenou střechou.

| Senátor                | Začátek funkčního období | Konec funkčního období | Politická strana                  |
| ---------------------- | ------------------------ | ---------------------- | --------------------------------- |
| Chuck Grassley         | 1981                     | stále                  | republikán                        |
| John Culver            | 1975                     | 1981                   | demokrat                          |
| Harold E. Hughes       | 1969                     | 1975                   | demokrat                          |
| Bourke B. Hickenlooper | 1945                     | 1969                   | republikán                        |
| Guy M. Gillette        | 1936                     | 1945                   | demokrat                          |
| Richard Louis Murphy   | 1933                     | 1936                   | demokrat                          |
| Smith W. Brookhart     | 1927                     | 1933                   | republikán                        |
| David W. Stewart       | 1926                     | 1927                   | republikán                        |
| Albert B. Cummins      | 1908                     | 1926                   | republikán                        |
| William B. Allison     | 1873                     | 1908                   | republikán                        |
| James Harlan           | 1867                     | 1873                   | republikán                        |
| Samuel J. Kirkwood     | 1865                     | 1867                   | republikán                        |
| James Harlan           | 1855                     | 1865                   | Strana svobodné půdy a republikán |
| Augustus C. Dodge      | 1848                     | 1855                   | demokrat                          |

| Senátor              | Začátek funkčního období | Konec funkčního období | Politická strana |
| -------------------- | ------------------------ | ---------------------- | ---------------- |
| Joni Ernst           | 2015                     | stále                  | republikán       |
| Tom Harkin           | 1985                     | 2015                   | demokrat         |
| Roger Jepsen         | 1979                     | 1985                   | republikán       |
| Dick Clark           | 1973                     | 1979                   | demokrat         |
| Jack R. Miller       | 1961                     | 1973                   | republikán       |
| Thomas E. Martin     | 1955                     | 1961                   | republikán       |
| Guy M. Gillette      | 1949                     | 1955                   | demokrat         |
| George A. Wilson     | 1943                     | 1949                   | republikán       |
| Clyde L. Herring     | 1937                     | 1943                   | demokrat         |
| L.J. Dickinson       | 1931                     | 1937                   | republikán       |
| Daniel F. Steck      | 1926                     | 1931                   | demokrat         |
| Smith W. Brookhart   | 1922                     | 1926                   | republikán       |
| Charles A. Rawson    | 1922                     | 1922                   | demokrat         |
| William S. Kenyon    | 1911                     | 1922                   | republikán       |
| Lafayette Young      | 1910                     | 1911                   | demokrat         |
| Jonathan P. Dolliver | 1900                     | 1910                   | republikán       |
| John H. Gear         | 1895                     | 1900                   | republikán       |
| James F. Wilson      | 1883                     | 1895                   | republikán       |
| James W. McDill      | 1881                     | 1883                   | republikán       |
| Samuel J. Kirkwood   | 1877                     | 1881                   | republikán       |
| George G. Wright     | 1871                     | 1877                   | republikán       |
| James B. Howell      | 1870                     | 1871                   | republikán       |
| James W. Grimes      | 1859                     | 1869                   | republikán       |
| George W. Jones      | 1848                     | 1859                   | demokrat         |

## Významná města
- Des Moines – hlavní město
- Cedar Rapids
- Davenport – Saint Ambrose University
- Sioux City
- Waterloo
- Fort Dodge
- Iowa City – University of Iowa
- Council Bluffs
- Dubuque, vysoká škola, centrum výroby, říční přístav
- Ames, Iowa State University
- West Des Moines, významná rezidenční oblast, pojišťovnictví
- Cedar Falls, významná rezidenční oblast, studentské městečko
- Fort Madison, nalézá se zde nápravné zařízení Iowa State Penitentiary
- Clinton, průmyslové, říční město
- Burlington, průmyslové, říční město
- Muscatine, centrum chemické výroby
- Newton, Maytag vyráběly se zde myčky na nádobí
- Urbandale, významná rezidenční oblast patřící k Des Moines
- Keokuk, říční přístav na nejzazším jihovýchodě
- Pella, centrála společnosti Pella Windows, Central College, rodný dům Wyatta Earpa, Tulip Fest
- Bettendorf – součástí Quad Cities
- Cedar Falls – domovské město University of Northern Iowa (součástí městské oblasti Waterloo)
- Fayette – domovské město Upper Iowa University

## Vzdělání
Stát Iowa vždy kladl důraz na vzdělávání svých obyvatel, což se pozitivně projevuje ve výsledcích standardizovaných testů. V roce 2003 měla Iowa druhý nejvyšší průměr ze všech států v testech SAT a dělila se o druhý nejvyšší průměr se státy v testech ACT s minimálně 20% účastí středoškolských absolventů. Celostátní ústředí ACT se nachází v Iowa City a testy ITBS a ITED, které jsou rovněž využívány v mnohých jiných státech, jsou vytvářeny na University of Iowa.
V Iowě se vede diskuse o změně vzdělávacího systému, jejíž součástí by mohl být i přechod z klasického školního roku, který má dnes 180 dní, na celoroční.

### Státní univerzity
- Iowa State University
- University of Iowa
- University of Northern Iowa

### Soukromé univerzity a vysoké školy
- Ashford University
- Briar Cliff University
- Buena Vista University
- Central College
- Clarke College
- Coe College
- Cornell College
- Divine Word College
- Dordt College
- Drake University
- Emmaus Bible College
- Faith Baptist Bible College
- Graceland University
- Grand View College
- Grinnell College
- Iowa Wesleyan College
- Loras College
- Luther College
- Maharishi University of Management
- Morningside College
- Mount Mercy College
- Northwestern College
- Simpson College
- Saint Ambrose University
- University of Dubuque
- Upper Iowa University
- Vennard College
- Waldorf College
- Wartburg College
- William Penn University

### Přípravné školy
- Clinton Community College
- Des Moines Area Community College
- Ellsworth Community College
- Hawkeye Community College
- Indian Hills Community College
- Iowa Central Community College
- Iowa Lakes Community College
- Iowa Western Community College
- Kirkwood Community College
- Marshalltown Community College
- Muscatine Community College
- North Iowa Area Community College
- Northeast Iowa Community College
- Northwest Iowa Community College
- Scott Community College
- Southeastern Community College
- Southwestern Community College
- Western Iowa Community College

### Obchodní školy, technická učení a univerzity
- AIB College of Business
- Allen College of Nursing
- Des Moines University
- Hamilton College
- Kaplan College
- Mercy College of Health Sciences
- Palmer College of Chiropractic
- St. Luke's College of Nursing and Health Sciences
- Vatterott College

## Profesionální sportovní týmy
Mezi týmy Malé baseballové ligy patří:
- Iowa Cubs (AAA, Pacific Coast League)
- Cedar Rapids Kernels (A, Midwest League)
- Burlington Bees (A, Midwest League)
- Clarinda A's (collegiate summer)
- Clinton LumberKings (A, Midwest League)
- Swing of the Quad Cities (A, Midwest League)
- Waterloo Bucks (collegiate summer)
- Sioux City Explorers (Northern League, independent)

Mezi týmy Malé hokejové ligy patří:
- Iowa Stars
- Cedar Rapids RoughRiders
- Waterloo Blackhawks
- Omaha Lancers (located in Council Bluffs)
- Des Moines Buccaneers
- Sioux City Musketeers
- Quad City Mallards

Mezi týmy Malé ligy kopané patří:
- Des Moines Menace (USL Premier Development League; amateur)

## Osobnosti
| Jméno                 | Povolání                                                             | Poznámka |
| --------------------- | -------------------------------------------------------------------- | --- |
| James Van Allen       | vědec                                                                | Narozen v Mount Pleasant v roce 1914.                                                                                     |
| Tom Arnold            | herec                                                                | Narozen v Ottumwě dne 6. března 1959.                                                                                     |
| Buffalo Bill          |                                                                      | vlastním jménem William Frederick Cody; narozen roku 1846 poblíž Le Claire.                                               |
| Bill Bryson           | autor populárních cestopisů                                          | Narozen v Des Moines v roce 1951.                                                                                         |
| Norman Ernest Borlaug | nositel Nobelovy ceny míru                                           | Narozen poblíž Cresca, 25. března 1914.                                                                                   |
| Johnny Carson         | komik                                                                | Narozen 23. října 1925 v Corningu.                                                                                        |
| Mamie Eisenhowerová   | manželka prezidenta Dwighta D. Eisenhowera                           | Narozena v Boone (1896).                                                                                                  |
| Hayden Fry            | kouč fotbalového univerzitního týmu Iowa Hawkeyes                    | Stal se koučem národního věhlasu, působil při Rose Bowl Game a během své služby získal několik ocenění na národní úrovni. |
| George Gallup         | americký statistik; založil centrum statistického měření Gallup poll | Narozen ve městě Jefferson, 1901.                                                                                         |
| Chad Hennings         | hráč amerického fotbalu, důstojník US Air Force                      | Narozen 20. října 1965 v Elberonu.                                                                                        |
| Herbert Hoover        | 31. prezident Spojených států amerických                             | Narozen ve West Branch v roce 1874. Pohřben ve svém rodišti.                                                              |
| Ashton Kutcher        | filmový a televizní herec                                            | Narozen v Cedar Rapids 7. února 1978.                                                                                     |
| William D. Leahy      | pětihvězdičkový admirál                                              | Narozen v Hamptonu, 6. května 1875.                                                                                       |
| Frederick L. Maytag   | zakladatel Maytagu                                                   | Své dětství prožil poblíž města Laurel.                                                                                   |
| Robert Millikan       | fyzik                                                                | Zabýval se měřením náboje elektronu, část svého dětství strávil v Maquoketě.                                              |
| Charles Murray        | spisovatel                                                           | Známý jako spoluautor kontroverzního bestseleru The Bell Curve. Narozen 8. ledna 1943 v Newtonu.                          |
| Harry Reasoner        | Novinář                                                              | Narozen 17. dubna 1923 v Dakota City.                                                                                     |
| Donna Reedová         | herečka                                                              | Rozená Donna Belle Mullenger (27. ledna 1921 na farmě u Denisonu)                                                         |
| Sage Rosenfels        | hráč amerického fotbalu                                              | Narozen v Maquoketě 1978; hrál školní fotbal za Iowa State University.                                                    |
| Slipknot              | alternativní metal/nu metalová skupina                               | Založena v Des Moines. |
| bratři Sullivanové    |                                                                      | zemřeli společně na USS Juneau během bitvy o Guadalcanal; pocházejí z Waterloo.                                           |
| Billy Sunday          | profesionální hráč baseballu; evangelík                              | Narozen v Bině v roce 1862, žil v Glenwoodu, Nevadě a Ames.                                                               |
| Grant Wood            | umělec                                                               | Slavný díky svému obrazu Americká Gotika; narodil se v Anamose 13. února 1891.                                            |
| bratři Wrightové      |                                                                      | žili v Cedar Rapids v době, kdy zde byl jejich otec biskupem v Church of the Brethren.                                    |
| Kurt Warner           | hráč amerického fotbalu                                              | Narozen v roce 1971 v Burlingtonu.                                                                                        |
| John Wayne            | filmový herec                                                        | Vlastním jménem Marion Morrison; narozen ve Wintersetu v roce 1907.                                                       |
| Kate Mulgrewová       | filmová herečka                                                      | Známá jako kapitán lodi Voyager ze seriálu Star Trek: Vesmírná loď Voyager; narozena v Dubuque v roce 1955.               |
| Elijah Wood           | filmový herec                                                        | Narozen v Cedar Rapids 28. ledna 1981.                                                                                    |
| Colby D. Lopez        | Profesionální Wrestler                                               | Vystupuje pod jménem Seth Rollins.                                                                                        |
| Jason Momoa           | herec                                                                | Vyrůstal v Norwalku. |

## Zvířata
Některá divoká zvířata, se kterými se můžeme setkat v Iowě:
- jelenec běloocasý
- bažant
- křepel
- ondatra pižmová
- mýval severní
- liška obecná
- zajíc
- králík
- veverka liščí
- veverka popelavá
- kojot prériový
- bobr kanadský
- jezevec americký
- lasice
- norek americký
- skunk skvrnitý
- skunk pruhovaný
- liška šedá
- vačice virginská
- pytlonoš nížinný
- svišť lesní
- chřestýš mississaugský
- chřestýš prériový
- chřestýš lesní

V Iowě žije 49 kriticky ohrožených a 35 ohrožených živočišných druhů a 64 kriticky ohrožených a 89 ohrožených rostlinných druhů.

## Symboly
- Přezdívka: The Hawkeye State
- Pták: stehlík
- Ryba: sumec, Ictalurus punctatus, (neoficiálně)
- Květina: Divoká Růže
- Tráva: Bluebunch wheatgrass, Agropyron spicatum
- Hmyz: Včela
- Strom: Dub
- Barvy: Červená, bílá a modrá (rovněž na vlajce)
- Fosilie: Krinoidi Crinoid (navrženo)
- Motto: Ceňme si své svobody, braňme svá práva
- Nerost: Geoda
- Lodi: Iowa class battleship, USS Iowa (BB-4), USS Iowa (BB-53), USS Iowa (BB-61)
- Píseň: The Song of Iowa
- Půda: Tama (neoficiálně)